# Нік-Рівер (Аляска)
Нік-Рівер (англ. Knik River) — переписна місцевість (CDP) в США, в окрузі Матануска-Сусітна штату Аляска. Населення — 792 особи (2020).

## Географія
Нік-Рівер розташований за координатами 61°27′42″ пн. ш. 149°0′30″ зх. д. / 61.46167° пн. ш. 149.00833° зх. д. (61.461610, -149.008218).  За даними Бюро перепису населення США в 2010 році переписна місцевість мала площу 237,44 км², з яких 211,97 км² — суходіл та 25,46 км² — водойми.

## Демографія
Згідно з переписом 2010 року, у переписній місцевості мешкали 744 особи в 296 домогосподарствах у складі 189 родин. Густота населення становила 3 особи/км².  Було 366 помешкань (2/км²).
Расовий склад населення:
| - 88,4 % — білих - 3,8 % — корінних американців - 1,3 % — чорних або афроамериканців - 1,2 % — азіатів |

До двох чи більше рас належало 4,7 %. Частка іспаномовних становила 3,1 % від усіх жителів.
За віковим діапазоном населення розподілялося таким чином: 23,4 % — особи молодші 18 років, 70,1 % — особи у віці 18—64 років, 6,5 % — особи у віці 65 років та старші. Медіана віку мешканця становила 40,5 року. На 100 осіб жіночої статі у переписній місцевості припадало 115,0 чоловіків;  на 100 жінок у віці від 18 років та старших — 118,4 чоловіків також старших 18 років.
Середній дохід на одне домашнє господарство  становив 81 822 долари США (медіана — 68 250), а середній дохід на одну сім'ю — 100 233 долари (медіана — 87 125). За межею бідності перебувало 7,1 % осіб, у тому числі 7,8 % дітей у віці до 18 років та 3,6 % осіб у віці 65 років та старших.
Цивільне працевлаштоване населення становило 329 осіб. Основні галузі зайнятості: освіта, охорона здоров'я та соціальна допомога — 32,8 %, роздрібна торгівля — 10,9 %, будівництво — 10,0 %.